# Storflotjärnen (Lockne socken, Jämtland)
Storflotjärnen är en sjö i Östersunds kommun i Jämtland och ingår i Ljungans huvudavrinningsområde.